# Georges Antoine
Georges Armand Marie Léon Eugène Antoine (Luik, 28 april 1892 – Sint-Michiels, 15 november 1918) was een Belgisch componist.

## Achtergrond
Hij werd geboren binnen het gezin van kerkdirigent (maître de chapelle à la cathédrale) Eugène Nicolas Joseph Antoine en Léonie Augustine Dorothée Marie Delvaux. De muzikaliteit kreeg hij mee van zijn vader, een leerling van Etiènne Soubre. Hij was vanaf zijn vijftiende wees van vaders kant. Hij overleed in het Onze-Lieve-Vrouw Gesticht aan de Rijsselschen Heirweg in Sint-Michiels en werd de 17 november begraven.

## Leven
Zijn muzikale opleiding begon al als kind aan het Conservatorium van Luik. Hij haalde daar eerste prijzen voor muziektheorie (1906), harmonieleer (1910) en kamermuziek en fuga (1913). Zijn opus 1 Les sirènes dateert al uit de periode dat hij nog in opleiding was (1910). Twee jaar later volgde opus 2, Deux mélodies, verder opus 3 een sonate voor viool en piano in Bes majeur en opus 4 Liederen in een oude stijl. De Sonate voor viool en piano vond al snel haar weg naar het podium met uitvoeringen in 1914 in Luik.
Hij vocht mee diverse gevechten bij de start van de Eerste Wereldoorlog, toen nog werd ingeschat dat die kort zou duren. Hij vocht mee in de Slag om de IJzer, overleefde die wel, maar de daarbij in de loopgraven opgelopen ziekte aan de luchtwegen begon hem te slopen. Nadat hij op ziekteverlof werd gezonden, verhuisde hij naar het Franse Saint-Malo, alwaar hij les gaf en liefdadigheidsconcerten organiseerde voor de armen. Hij hervatte het componeren met het verbeteren van zijn sonate opus 3, kwam met een pianokwartet (opus 6), Vendange de 1914 (opus 8) en liederen op tekst van Charles Baudelaire, Tristan Klingsor, Albert Samain en Paul Verlaine. Zijn opus 9, symfonisch gedicht Veillées d’Armes en opus 10 Les mélodies Wallonie, Noel en Voice riche d’avoir pleuré. volgden. Zijn Pianokwartet en vioolsonate zijn vastgelegd door Oxalys, zijn liederen door Patrick Delcour, Sarah Kuijken en Luc Devos.    
Ondanks zijn slechte gezondheid, die hijzelf bagatelliseerde, keerde hij terug naar het front en streed mee bij de bevrijding van Brugge, dat hij nog net meemaakte. Hij wilde nog naar Luik en zijn familie terugkeren, maar hij zou dat niet meer redden. Collega-componisten zoals Charles Van den Borren, Paul Gilson en ook Vincent d'Indy vonden hem een talentvol componist.

### Pianokwartet
Het pianokwartet opus 6 werd postuum bekroond door de Académie Royale de Belgique en is opgedragen "aan hen van Luik, die onze oude Waalsche stad wilden verdedigen". Het werd op 20 december 1918 uitgevoerd door Fanny Gelbart (piano), Ferdinand Hellmann (viool), Alexander Polak (altviool) en Marix Loevensohn (cello) in een van de zalen van het Stedelijk Museum te Amsterdam. De musici wisten toen nog niet dat de componist overleden was, dat bericht bereikte Nederland pas in december. 
- Bibliothèque nationale de France: cb14074891g (data)
- Gemeinsame Normdatei: 1055009809
- International Standard Name Identifier: 0000 0000 4691 1038
- Library of Congress Control Number: no2007069779
- MusicBrainz: 613311c9-108c-4c7f-9fa6-464edc987d3e
- Nederlandse Thesaurus van Auteursnamen: 160362261
- Virtual International Authority File: 54352698
- WorldCat: E39PBJghjVX9Jh7X9rFmMQwDMP